# ショーナ・レニー
ショーナ・レニー（Shawna Lenee、 1987年4月12日 - ）は、アメリカ合衆国のポルノ女優。オハイオ州クリーブランド出身。